# Cerapachys papuanus
Cerapachys papuanus är en myrart som först beskrevs av Carlo Emery 1897.  Cerapachys papuanus ingår i släktet Cerapachys och familjen myror. Inga underarter finns listade i Catalogue of Life.

## Bildgalleri

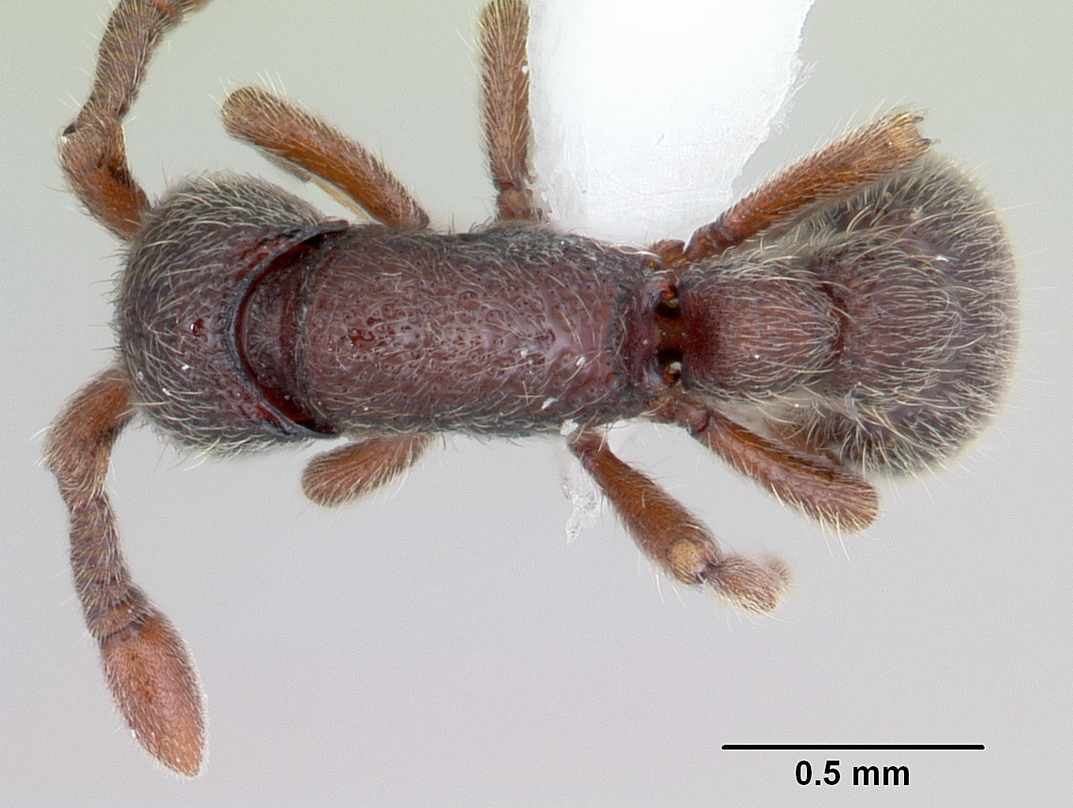
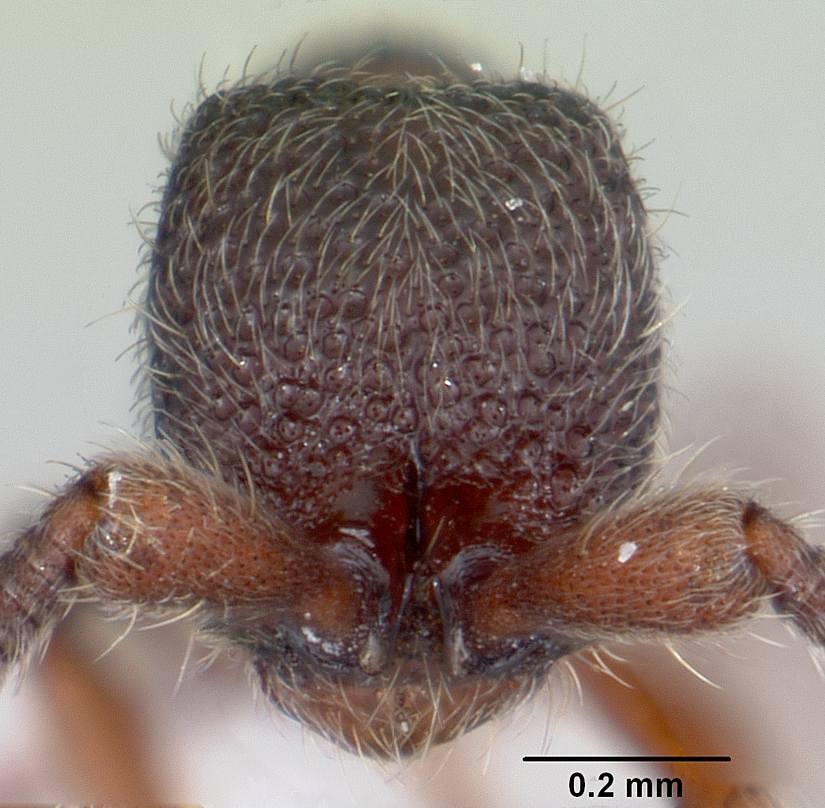
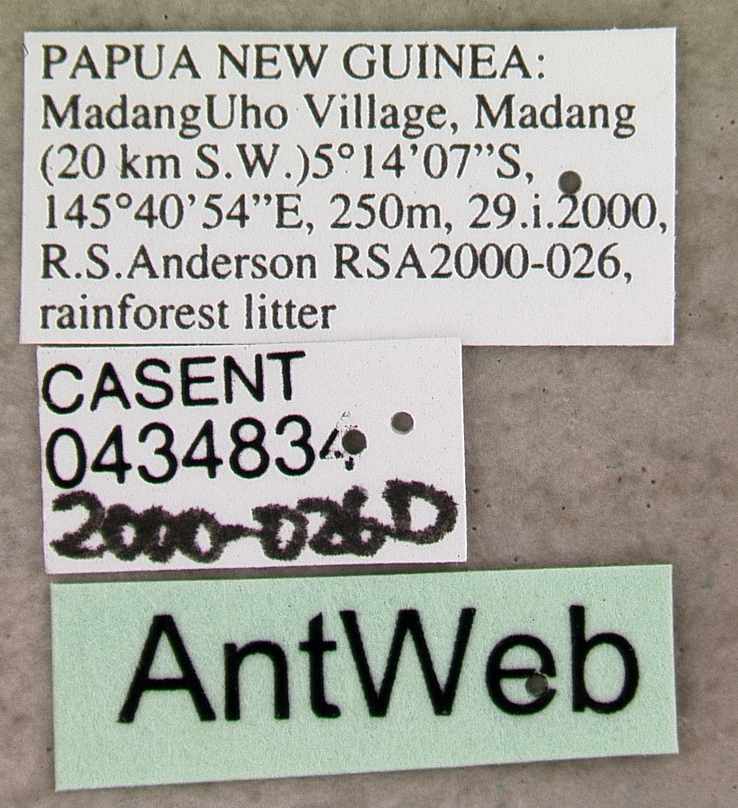
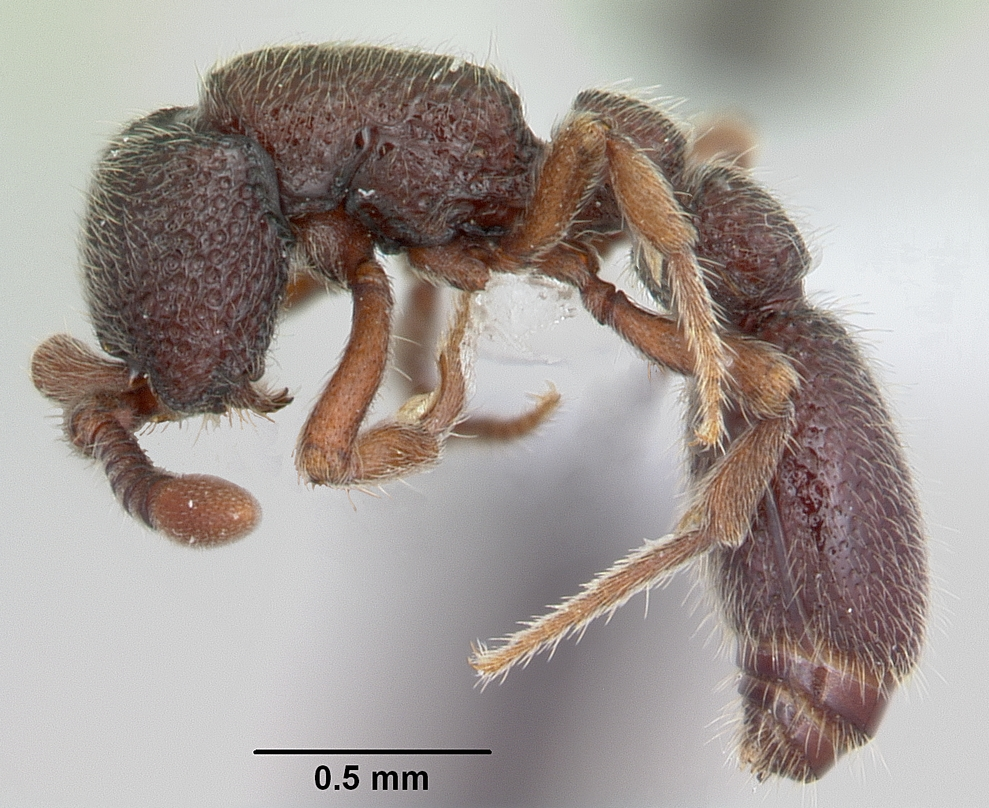